# 克氏黑鳍鳈
克氏黑鳍鳈（学名：Sarcocheilichthys czerskii）为輻鰭魚綱鯉形目鲤科的其中一種，于1914年由列夫·贝尔格描述及命名。该物种在中国，主要分布于黑龙江水系等。

## 扩展阅读
維基物種上的相關：克氏黑鳍鳈